# 1993 FJ22
1993 FJ22 är en asteroid i huvudbältet som upptäcktes den 21 mars 1993 i samband med det svenska projektet UESAC. Den fick den preliminära beteckningen 1993 FJ22.
Den tillhör asteroidgruppen Themis.
Asteroidens senaste periheliepassage skedde den 30 december 2019.